# Fontaines D.C.
Fontaines D.C. is een Ierse postpunkband, afkomstig uit Dublin. De band werd opgericht door Carlos O'Connell, Conor Curley, Conor Deegan III, Grian Chatten en Tom Coll, die elkaar ontmoetten op het British and Irish Modern Music Institute en begon oorspronkelijk als dichtcollectief, in welke hoedanigheid ze ook twee dichtbundels uitbrachten.
In 2019 bracht de band zijn debuutalbum Dogrel uit via Partisan Records, dat lovende kritieken ontving. Het tweede album, A Hero’s Death, verscheen in juli 2020, op hetzelfde label. 
In april 2022 verscheen het album Skinty Fia. 
Op 23 augustus 2024 verscheen het vierde album genaamd Romance. Het album werd geprezen door critici, met onder meer een score van 89/100 op Metacritic, en op plaats 1 in de jaarlijsten van Time Out en The Independent. De groep verkreeg twee nominaties voor een Grammy Award. Voor de eerste keer verschenen de album singles Starburster en Favourite ook in de Britse hitlijsten. Romance was tevens het eerste album met een nieuw label en producer. Ze stapten over van Partisan Records naar XL Recordings en werkte de band deze keer samen met James Ford 
Begin 2025 bracht de groep de single It's Amazing to Be Young uit. Met een 39ste in de Britse hitlijst en 50ste plaats in Vlaanderen werd de single een van de meest succesvolle singles van de groep. 

## Personele bezetting
- Grian Chatten - zang
- Carlos O'Connell – gitaar
- Conor Curley – gitaar
- Conor Deegan III – bas
- Tom Coll – drums

## Discografie
| Titel          | Details | Hoogste notering in de hitlijsten | Hoogste notering in de hitlijsten | Hoogste notering in de hitlijsten | Hoogste notering in de hitlijsten |
| Titel          | Details | IRE                               | FRA                               | UK                                | NL                                |
| -------------- | --- | --------------------------------- | --------------------------------- | --------------------------------- | --------------------------------- |
| Dogrel         | - Uitgebracht: 12 april 2019 - Label: Partisan Records - Dragers: cassette, cd, download, vinyl               | 4                                 | 75                                | 9                                 | 93                                |
| A Hero’s Death | - Uitgebracht: 31 juli 2020 - Label: Partisan Records - Dragers: cd, vinyl, cassette, download, streaming     | 2                                 | 28                                | 2                                 | 12                                |
| Skinty Fia     | - Uitgebracht: 22 april 2022 - Label: Partisan Records - Dragers: cd, vinyl, cassette, download, streaming    | 1                                 | 7                                 | 1                                 | 2                                 |
| Romance        | - Uitgebracht: 23 augustus 2024 - Label: Partisan Records - Dragers: cd, vinyl, cassette, download, streaming | 2                                 | 3                                 | 2                                 | 3                                 |